# Sint-Floriaankerk (Krakau)
De collegiale Sint-Floriaankerk in Krakau (Pools: Kościół św. Floriana w Krakowie) is een kerk in het centrum aan het marktplein van de middeleeuwse stad Kleparz, tegenwoordig een stadsdeel van Krakau. De kerk werd gebouwd in 1185, op de plek waar volgens de overlevering de relieken van Sint-Floriaan zo zwaar werden, dat de ossen ze niet verder de stad in konden trekken. Het huidige aanzien van de kerk is een resultaat van barokke wederopbouw na de Zweedse oorlogen.

## Geschiedenis

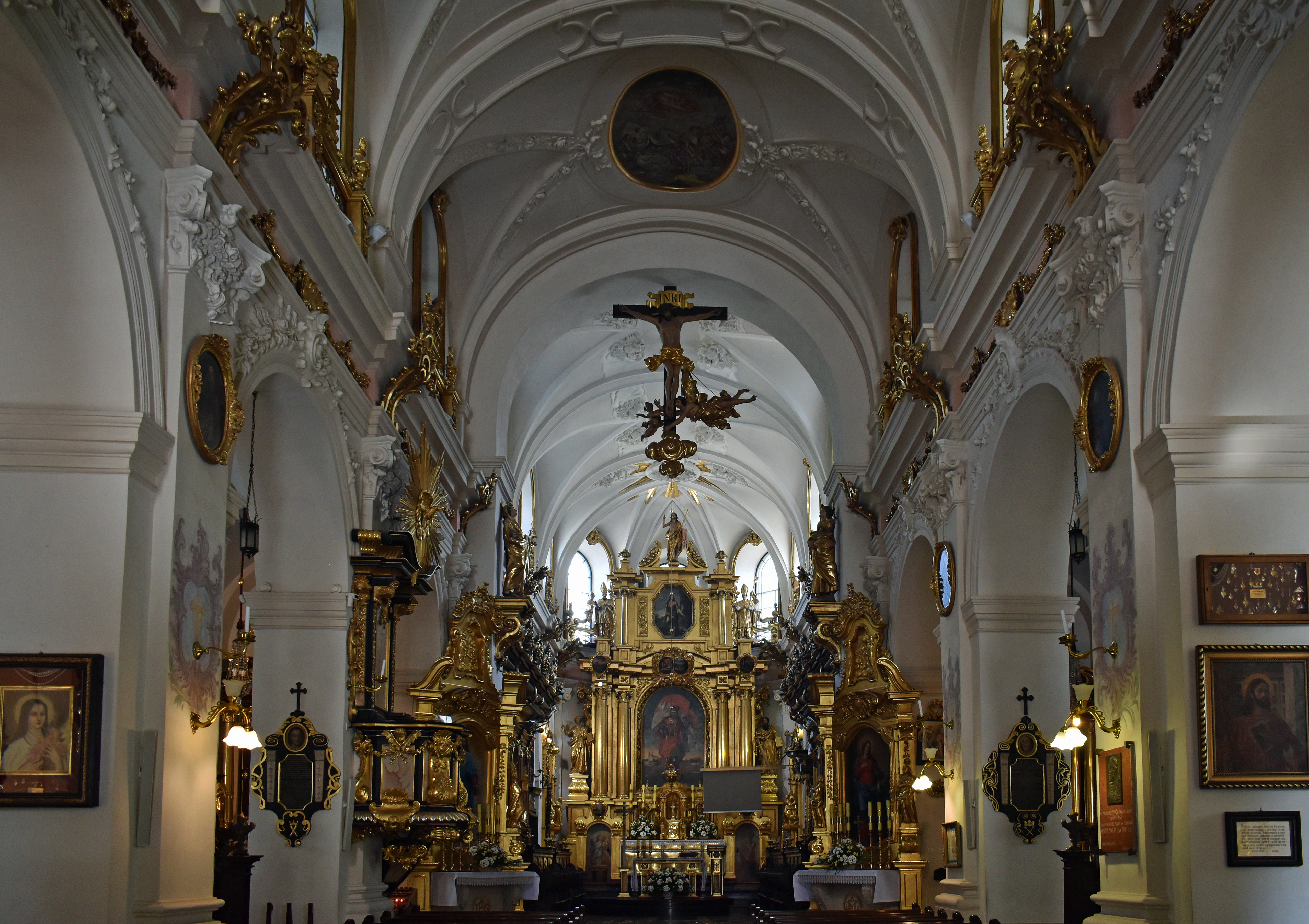
Interieur

Om haar positie als hoofdstad van Polen te versterken, iets dat destijds werd betwist door de stad Gniezno, had Krakau belangrijke relieken van een martelaar nodig. Vanuit Rome zond paus Lucius III op verzoek van koning Casimir II de relieken van de heilige Floriaan naar Krakau om zo de stad meer prestige te geven, maar de martelaar had verder weinig met Polen. Nog voordat Krakau werd bereikt, hielden de ossen die de kar met de relieken voorttrokken plotseling halt. Op miraculeuze wijze waren de relieken van de heilige plotseling te zwaar geworden om ze nog verder te vervoeren en bleven daarom in Kleparz tot de beslissing werd genomen om daar een kerk te bouwen. Sinds 1084 is Sint-Floriaan de patroonheilige van Polen. In 1792 werd Kleparz een deel van Krakau.
De eerste Floriaankerk werd tussen 1185 en 1216 gebouwd. Herhaaldelijk viel de kerk ten prooi aan vlammen, in de 12e, 16e en 17e eeuw. Tijdens het Zweedse beleg van Krakau verordonneerde hetman Stefan Czarniecki de buitenwijken van de stad in as te leggen. Het vuur, dat een aanzienlijk deel van Krakau in 1528 vernietigde, spaarde echter de kerk met de relieken van de patroonheilige van de brandweerlieden. Na de Pools-Zweedse oorlogen werd de kerk in barokke stijl herbouwd. 
De kerk markeert het begin van de koninklijke route. Ook vormde de kerk het startpunt voor koninklijke rouwstoeten naar de Wawel-kathedraal. 
Van 17 september 1949 tot september 1951 diende de toenmalige vicaris Karol Wojtyła en latere paus Johannes Paulus II in de kerk. Als paus verhief hij de kerk tot basiliek. Tijdens zijn bedevaart naar Polen deed de paus de kerk een bezoek aan op 18 september 2002.